# ميشلين ألبرت
ميشلين ألبرت (بالفرنسية: Micheline Albert)‏ هي لغوية فرنسية، ولدت في 1925، وتوفيت في 2014.